# Konrad II (margrabia Łużyc)
Konrad II, niem. Konrad II von Landsberg (ur. przed 13 września 1159, zm. 6 maja 1210) – margrabia Marchii Łużyckiej (Dolnych Łużyc), syn i następca margrabiego Dedona III z dynastii Wettynów.

## Życiorys
Po śmierci ojca w 1190 został margrabią Dolnych Łużyc (niem. Niederlausitz, część Marchii Miśnieńskiej). Jeszcze przed tą datą poślubił Elżbietę, córkę księcia polskiego Mieszka III Starego, wdowę po księciu czeskim Sobiesławie II. Małżeństwo zostało zawarte celem umocnienia politycznych związków czesko-wettyńskich. 
W 1209 Konrad II w porozumieniu ze swym zięciem podjął próbę zajęcia ziemi lubuskiej, która podlegała księciu wielkopolskiemu Władysławowi Laskonogiemu. Początkowo Konradowi udało się pokonać księcia Władysława i zająć Lubusz, gdzie wymordował wszystkich obrońców miasta. Zwycięstwo Konrada nie było jednak trwałe, ponieważ już po śmierci margrabiego (6 maja 1210) ziemię lubuską zajęły wojska księcia śląskiego Henryka Brodatego, sojusznika Laskonogiego. 
Został pochowany w kościele ufundowanego przez ojca klasztoru Zschillen.

## Rodzina
Dziećmi Konrada II i Elżbiety byli:
- Agnieszka (ur. ?, zm. 1 stycznia 1248) – żona Henryka I z Brunszwiku (syna księcia Henryka Lwa),
- Matylda (ur. ?, zm. 1255) – żona Albrechta II, margrabiego brandenburskiego,
- Konrad (ur. ?, zm. p. 6 maja 1210).

### Genealogia
| Konrad I Wielki (miśnieński) ur. ok. 1098 zm. 5 II 1157 | Konrad I Wielki (miśnieński) ur. ok. 1098 zm. 5 II 1157 |                                             |                                             | Luitgarda z Ravensteinu ur. ? zm. 16 VI 1146 | Luitgarda z Ravensteinu ur. ? zm. 16 VI 1146 |  |  | Goswin II ur. ok. 1090 po 1167 | Goswin II ur. ok. 1090 po 1167 |                                          |                                          | Adelajda z Sommerschenburga ur. ? zm. ? | Adelajda z Sommerschenburga ur. ? zm. ? |
|                                                         |                                                         |                                             |                                             |                                              |                                              |  |  |                                |                                |                                          |                                          |                                         |                                         |
|                                                         |                                                         |                                             |                                             |                                              |                                              |  |  |                                |                                |                                          |                                          |                                         |                                         |
|                                                         |                                                         | Dedon III (V) ur. ok. 1130 zm. 16 VIII 1190 | Dedon III (V) ur. ok. 1130 zm. 16 VIII 1190 |                                              |                                              |  |  |                                |                                | Matylda z Heinsbergu ur. ? zm. 20 I 1189 | Matylda z Heinsbergu ur. ? zm. 20 I 1189 |                                         |                                         |
|                                                         |                                                         |                                             |                                             |                                              |                                              |  |  |                                |                                |                                          |                                          |                                         |                                         |
|                                                         |                                                         |                                             |                                             |                                              |                                              |  |  |                                |                                |                                          |                                          |                                         |                                         |
|                                                         |                                                         |                                             |                                             |                                              |                                              |  |  |                                |                                |                                          |                                          |                                         |                                         |

|                              |                              | Elżbieta Mieszkówna ur. p. 1154 zm. 2 IV 1209 OO najp. 1190 | Elżbieta Mieszkówna ur. p. 1154 zm. 2 IV 1209 OO najp. 1190 | Konrad II (ur. przed 13 IX 1159, zm. 6 V 1210) | Konrad II (ur. przed 13 IX 1159, zm. 6 V 1210) |  |  |  |  |
|                              |                              |                                                             |                                                             |                                                |                                                |  |  |  |  |
|                              |                              |                                                             |                                                             |                                                |                                                |  |  |  |  |
|                              |                              |                                                             |                                                             |                                                |                                                |  |  |  |  |
| Konrad ur. ? zm. p. 6 V 1210 | Konrad ur. ? zm. p. 6 V 1210 | Matylda ur. ? zm. 1255                                      | Matylda ur. ? zm. 1255                                      | Agnieszka ur. ? zm. 1 I 1248                   | Agnieszka ur. ? zm. 1 I 1248                   |  |  |  |  |

### Źródła online
- Cawley Ch, Meissen. Table of contents. Grafen von Groitzsch 1144-1210, Margrafen der Lausitz 1185-1210 (Wettin) (ang.) [w]: Mediewal Lands. A prosopography of medieval European noble and royal families (ang.), [dostęp 2012-09-25].

### Opracowania online
- Flathe H. T., Dedo (niem) [w:] NDB, ADB Deutsche Biographie (niem.), [data dostępu 2012-09-24].
- Flathe H. T., Konrad, Markgraf von Landsberg (niem) [w:] NDB, ADB Deutsche Biographie (niem.), [data dostępu 2012-09-24].
- Helbig H., Konrad (niem) [w:] NDB, ADB Deutsche Biographie (niem.), [data dostępu 2012-09-24].